# Деденков, Анатолий Николаевич
Анато́лий Никола́евич Деденков (27 июля 1939 — 28 февраля 1994) — советский и российский учёный в области радиобиологии и радиационной медицины. Доктор медицинских наук, профессор. Заместитель директора Медицинского радиологического научного центра по научной работе (1979—1994).

## Биография
Анатолий Деденков родился 27 июля 1939 года.
С 1965 года до смерти в 1994 году работал в Институте медицинской радиологии (позже — Медицинский радиологический научный центр), с 1979 года — заместитель директора по научной работе.
В 1978 году защитил диссертацию на соискание учёной степени доктора медицинских наук на тему «Рассасывающиеся препараты лучевого и комбинированного действия». Профессор.
Ликвидатор Чернобыльской аварии, организатор массовых медико-дозиметрических обследований населения, проживающего на загрязненных радиоактивными выпадениями территориях Калужской области.
Умер 28 февраля 1994 года.

## Награды и премии
- Премия Ленинского комсомола в области науки и техники (1972, за получение и применение рассасывающихся в организме радиоактивных препаратов)

### Монографии

#### Автор
- Деденков А. Н., Пелевина И. И., Саенко А. С. Прогнозирование реакции опухолей на лучевую и лекарственную терапию / Академия медицинских наук СССР. — М.: Медицина, 1987. — 158 с.

#### Редактор
- Коггл Дж. Биологические эффекты радиации / Пер. с англ. И. И. Пелевиной, Г. И. Миловидовой; Под ред. А. Н. Деденкова. — М.: Энергоатомиздат, 1986. — 183 с.

### Статьи
- Деденков А. Н., Бровкина А. Ф., Зарубей Г. Д. Результаты бетатерапии меланом хориоидеи // Медицинская радиология. — 1980. — № 4. — С. 73—75.
- Деденков А. Н., Райхлин Н. Т., Кветной И. М. и др. Иммуногистохимическая и электронно-микроскопическая идентификация серотонина, мелатонина и бета-эндорфина в гранулах натуральных киллеров // Бюллетень экспериментальной биологии и медицины. — 1986. — Т. 102, № 10. — С. 491—493.

### Патенты
- Суворов Ю. И., Деденков А. Н., Хачиров Д. Г., Стрекалова В. В. Способ моделирования первичной артериальной гипертензии (Патент SU 1642496). 1980.